# وویلو
وویلو (انگلیسی: Voiello) شرکت صنایع غذایی ایتالیایی است، که در سال ۱۸۷۹ تأسیس شد.